# Vic Akers
Victor David Akers (ur. 24 sierpnia 1946 w Londynie) – piłkarz i trener piłkarski. Obecnie jest pomocniczym trenerem Arsenalu i Arsenal Ladies. W 2010 roku został odznaczony Orderem Imperium Brytyjskiego IV klasy za wkład w rozwój sportu na Wyspach Brytyjskich.

## Kariera piłkarska
Akers grał na pozycji lewego obrońcy w klubach Cambridge United i Watford.

## Kariera menadżerska
Po zakończeniu kariery piłkarskiej zaczął działać w społeczności Arsenalu. W 1987 roku założył żeńską drużynę Arsenal Ladies. Doprowadził tę drużynę do szeregu zwycięstw w lidze angielskiej, jak i do zdobycia Kobiecego Pucharu UEFA w 2007 roku.